# Happy Tree Friends False Alarm
Happy Tree Friends: False Alarm è un videogioco ispirato all'omonima serie creata da Kenn Navarro e Rhode Montijo, pubblicato per Xbox 360 (attraverso il servizio Xbox Live) e Microsoft Windows.
Si tratta un action-puzzle nel quale non manca la violenza gratuita, caratteristica della serie, che ha per protagonisti i consueti personaggi, destinati comunque a una tragica fine.

## Obiettivo
In ogni livello viene mostrato un percorso (su cui cammineranno gli animaletti), il giocatore non dovrà impersonare uno degli animali, ma bensì guidarli fino alla destinazione senza che loro muoiano.